# Ángel Madrazo
Ángel Madrazo Ruiz (nascido em 30 de julho de 1988, em Santander) é um ciclista de estrada profissional espanhol, que atualmente compete para a equipe Caja Rural.